# Мелроуз Плејс
Мелроуз Плејс (енгл. Melrose Place) америчка је вечерња телевизијска сапуница која је емитована на програму ТВ мреже Фокс од 8. јула 1992. до 24. маја 1999.

## Опис серије
Аутор серије је Дарен Стар а главни продуцент је Арон Спелинг. Направљена је по узору на серију Беверли Хилс 90210, тј. као тзв. „spin-off“. Седиште радње била је стамбена зграда на адреси 4616 Мелроуз Плејс у Западном Холивуду. Серија је пратила животе њених станара који су били у 20-им годинама живота и настојали започети разне пословне каријере.
Главни адути серије су добра локација, атрактивни глумци и зачињена радња препуна моћи, љубави, страсти и секса, као и прича о успесима и разних проблема главних и споредних јунака. Неочекивани обрти дају овој серији потпуну неизвесност, јер се никада не зна ко ће са ким бити и да ли ће ишта од тога бити. Серија је приказивана до маја 1999. и доживела је седам сезона, да би се 2009. вратила на ТВ у продукцији CW, само једну сезону.

## Улоге
| Глумац           | Улога         |
| ---------------- | ------------- |
| Кортни Торн Смит | Алисон Паркер |
| Хедер Локлир     | Аманда        |
| Томас Калабро    | Мајкл         |
| Грант Шоу        | Џејк          |

## Гледаност
| Сезона | Сезона  | Просечна гледаност у САД | ТВ мрежа | Рејтинг серије |
| ------ | ------- | ------------------------ | -------- | -------------- |
| 1.     | 1992-93 | 10,65 милиона            | Фокс     | #76            |
| 2.     | 1993-94 | 13,54 милиона            | Фокс     | #50            |
| 3.     | 1994-95 | 12,88 милиона            | Фокс     | #63            |
| 4.     | 1995-96 | 12,36 милиона            | Фокс     | #61            |
| 5.     | 1996-97 | 11,17 милиона            | Фокс     | #58            |
| 6.     | 1997-98 | 9,86 милиона             | Фокс     | #80            |
| 7.     | 1998-99 | 7,82 милиона             | Фокс     | #95            |